# Raimund Hedl
Raimund Hedl (Vienna, 31 agosto 1974) è un ex calciatore austriaco, di ruolo portiere, preparatore dei portieri del Rapid Vienna.

## Carriera
Cresciuto nelle giovanili del club, Hedl debuttò nella stagione 1996-1997, sostituendo Michael Konsel che era stato per un decennio il portiere titolare del Rapid Vienna. A causa del suo scarso impiego con i bianco-rossi si trasferisce al LASK Linz e poi al Mattersburg, giocando con continuità in Bundesliga.
Ritorna al Rapid nel 2005, come riserva dapprima di Helge Payer e, quindi, di Georg Koch. Dopo l'infortunio di quest'ultimo Hedl è sceso in campo in sette partite della stagione 2008-2009, prima di venire sostituito dal giovane Andreas Lukse.
Dal 2010 indossa la maglietta numero uno, pur essendo ancora il portiere di riserva, dietro a Payer. Il 1º giugno 2011 annuncia il suo ritiro dal calcio giocato e contemporaneamente viene presentato come allenatore dei portieri del Rapid Vienna per la stagione 2011-2012.

## Palmarès
- Campionato austriaco: 1

Rapid Vienna: 2007-2008